# Oblivion (canção)
"Oblivion" é uma canção da banda britânica Bastille, incluída no álbum de estúdio Bad Blood. Foi gravada originalmente em 2012, e lançada para download digital no dia 5 de setembro de 2014. O single recebeu destaque na mídia europeia e americana após aparecer explicitadamente em um episódio da série The Vampire Diaries.

## Trilha sonora
Download digital
1. "Oblivion" – 03:17
2. "bad_news" – 04:39
3. "Pompeii" – 03:36
4. "Bad Blood" – 03:28
5. "Oblivion" (Slinger Remix) – 05:22
6. "bad_news" (Instrumental) – 04:39
7. "Oblivion" (vídeo) – 04:10

Disco de vinil
1. "Things We Lost in the Fire" – 4:00
2. "Icarus" – 3:14